# Los bonitos corderos
Los bonitos corderos (en el original en inglés, The Pretty Baa-Lambs) es una pintura al óleo sobre tabla ejecutada en 1851 por el artista prerrafaelita inglés Ford Madox Brown y parte de la colección del Museo y Galería de Arte de Birmingham.
Pintada "en plein air" bajo un sol brillante de verano, la obra representa a la modelo y amante del artista, Emma Hill, y a su hija pequeña, Catherine Madox Brown, vestidas con ropas del siglo XVIII, un homenaje a Joshua Reynolds, alimentando con flores del pasto a un grupo de corderos, mientras otros brincan al fondo. Detrás a la izquierda, la niñera de la familia está de rodillas arrancando más florecillas.
La imagen es una representación sencilla de la vida familiar en lo que fue el primer intento de Ford Madox Brown de pintar al aire libre captando los efectos lumínicos y atmosféricos, en ese momento un concepto novedoso, utilizando una paleta limitada de verde, azul y blanco con algunos reflejos rojos. Las figuras fueron pintadas en el jardín de su casa de Stockwell en el sur de Londres, los corderos fueron proporcionados diariamente por un granjero local, y luego se añadió el paisaje de fondo del cercano Clapham Common.
El propio artista se irritó un poco cuando se le preguntó cuál era la moraleja del cuadro, si por ejemplo se trataba de una representación de la Virgen y el Niño. En sus notas del catálogo para su primera exposición pública en 1852, dijo que no había ningún significado oculto en la imagen, que era simplemente "una dama, un bebé, dos corderos, una sirvienta y un poco de hierba".
Una réplica más pequeña anterior, aun sin el paisaje del Támesis, se conserva en el Museo Ashmolean de Oxford.